# Ekorus ekakeran
Ekorus ekakeran è una specie di mustelide vissuta nel Miocene superiore in Africa orientale.

## Una martora grande come un leopardo
Nonostante i suoi parenti stretti siano da ricercare tra animali quali la martora, Ekorus aveva le dimensioni di un leopardo e probabilmente cacciava in modo simile ai grandi felidi attuali.
Le proporzioni delle zampe, infatti ricordano quelle di un leopardo, e con tutta probabilità Ekorus inseguiva le sue prede nelle distese delle savane africane, qualche milione di anni prima che i grandi "gatti" facessero la loro comparsa nel continente. Le sue prede potevano essere il cavallo a tre dita Eurygnathohippus e il suide Nyanzachoerus.
Le ragioni dello sviluppo di mustelidi giganti cacciatori come Ekorus potrebbero essere collegate con i fenomeni riguardanti la Rift Valley. Prima che venisse a crearsi la grande valle, il Kenya era maggiormente ricoperto di foreste. Quando i movimenti tettonici portarono alla creazione delle grandi pianure, le foreste lasciarono il posto a immense praterie. Le creature più veloci e agili, costruite per i terreni aperti, prosperarono e si evolsero, mentre le specie più lente scomparvero.
Mustelidi giganti non sono nuovi alla scienza, dal momento che nel corso del Miocene si svilupparono forme simili anche in Asia e Nordamerica (ad esempio Megalictis ferox).